# Anaesthetomorphus apicalis
Anaesthetomorphus apicalis là một loài bọ cánh cứng trong họ Cerambycidae.